# レイキ

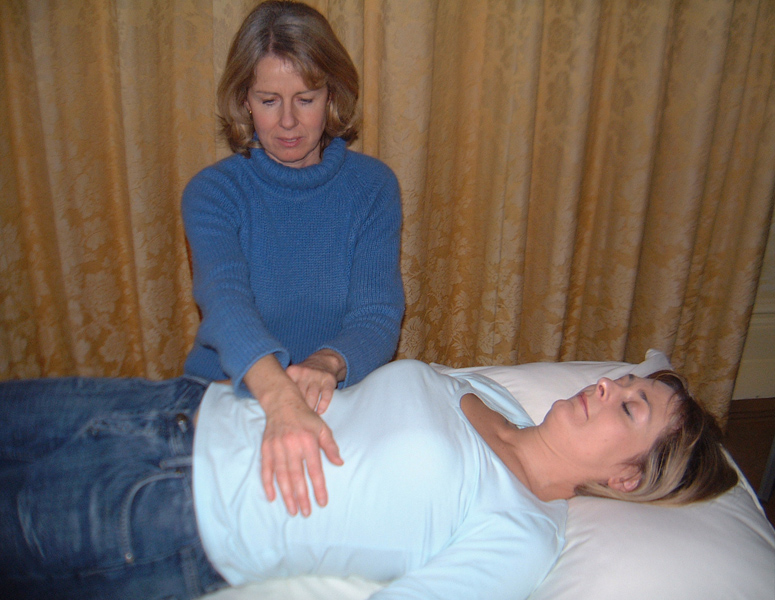
レイキの施術の様子

レイキ（霊気 英：Reiki、Ray-Ki）、レイキヒーリングは民間療法であり、手当て療法・エネルギー療法の一種である。（本記事では便宜的に、国内に伝わるものについて霊気と表記する。）
明治から昭和初期にかけて海外から導入された思想・技術と日本の文化が融合して多種多様な民間療法が生まれたが、霊気はこの民間療法における霊術・民間精神療法の潮流のひとつである。霊術の世界で「霊気」は、手のひらから発する癒しのエネルギーを指す言葉として一般的に使われていた。レイキは、臼井甕男が始めた臼井霊気療法（心身改善臼井靈氣療法、霊気）に始まり、これが海外で独自に発展・簡略化したもの。霊気は臼井の弟子の林忠次郎から日系アメリカ人ハワヨ・タカタに伝えられ、レイキとしてアメリカで行われ、タカタとその弟子によって世界中に普及した。
レイキは身体に備わっている自然治癒力への東洋の信仰に基づくともいわれ、西洋自然魔術の伝統に連なるとも考えられる。施術者は、患者の治癒反応を促進することを目的とし、患者に軽く手を当てる、もしくは患者の真上に手をかざして、手のひらから「レイキ」というエネルギーを流すと考えている。ニューエイジの考え方の一つとして、西洋では広く人気となった。レイキが存在するかということではなく症状や健康状態が改善されたかという点に着目して、多くはないが科学的研究が行われている。通常医療の代わりとするほどの証拠はない。
補完療法として行われることもあり、2007年時点で世界で500万人が実践しているとされる。健康維持や自己啓発に有効であるとも主張される。宗教で行われる手当て・手かざしとよく似ているが、レイキ関係者はレイキは宗教ではないとしている。
「Reiki」は日本発祥の言葉として、欧米を中心とする海外で認知度が高い。2001年に発行されたイギリスの辞書Collins English Dictionaryの新版では、新たに収録する日本語由来の英語の一つとして、「Ramen」「Bento」「Gaijin」などと共に「Reiki」が選ばれている。

## 概要
手をかざす、または直接相手の体に手を置いて、生命エネルギー「レイキ」を流し込むという考え方・実践である。西洋で広まり、さまざまな流派が派生するうちに臼井が始めた原型とは異なる変化を遂げてきた。中には「天使の竪琴」という楽器を体の上で演奏することもあるようである。「レイキ」の効果としては、生命力の活性化を図り、生体内のエネルギー・バランスを調整し、自然治癒力を高めるとされる。毎日、臼井による「五戒」（招福の秘法・万病の霊薬であるとされる）を唱え、自分の心身を磨いて、自分も周りの人も幸福を増進することを目的とするという。西洋のニューエイジでかなり人気があった。一般に心身を治療する技法（ヒーリング）と認識されている。創始者の臼井甕男が設立した「臼井靈氣療法学会」という名前からも、臼井が療法と認識していたことが分かるが、単に「療法」と見なすか、「療法以上のもの」「単なる療法ではない」とするかは意見が分かれる。レイキを療法とするか、そうではないとするかには、法律との兼ね合いも関係している。
レイキは、アチューンメント（伝授）という儀式でエネルギーのより効率的な回路となり、誰でも取得できるようになる、儀式を受ける側の知識やトレーニングは不要としており、これがレイキの特異な点となっている。アチューンメントはセミナーの形式で行われることが多く、有料であり、レベルが上がるほど高額になる。自分自身に施すこともでき、アチューンメントの段階を踏めば遠隔治療も可能とされている。レイキ関係者は、レイキはあらゆる療法と併用可能であり、マイナス面はないと主張している。
現在、「レイキ」として知られる民間療法は、臼井甕男（1865年 - 1926年）が始めた臼井霊気療法（臼井靈氣療法）（霊気）が海外で独自に発展・簡略化したものである。「霊気」は臼井甕男によって約100年前に日本で誕生し、臼井の弟子・林忠次郎（1879年 - 1940年）から日系アメリカ人ハワヨ・タカタ（1900年 - 1980年）に伝えられ、タカタによってアメリカに伝わり、彼女とその弟子によって「レイキ」として普及した。西洋では臼井が弟子の系統を林に、林がタカタに与えたと信じられているが、証拠はない。海外に後継者を得たことで、世界中に急速に広まった。（一方日本での霊術は、戦後GHQに禁止されたことで、おおよそ終焉している）。
ただし、起源に関しては、バーバラ・レイのように、レイキは古代から存在するという意見もあり、古代チベットあるいは古代インドを起源とする意見も少なくない（バーバラ・レイは文化人類学者であったとされるが、この論の根拠は不明である）。この場合、臼井は再発見者または中興の祖とされる。
海外では、レイキは宇宙のエネルギーであり、臼井より以前、古代から存在する（古代の方が現在より優れており、徐々に廃れていった）という説が主流である。（キリスト教圏には、神が直接作った最古の人間アダムが最も優れており、人類は時間経過と共に徐々に弱体化している、つまり、古いものほど純粋であり優れているという考え方がある）。古代より普遍的に存在するとする立場では、レイキは釈迦やイエスが行った癒しと関連付けられる。
チベット仏教の影響を受け、チャクラの概念を導入してレイキを改造した者もいる。とはいえ、ニューエイジや一部のレイキにみられる虹色と7つのチャクラを関連付ける考えは、伝統的なものではなく、近代神智学のチャールズ・ウェブスター・レッドビータ（1854年 - 1934年）が20世紀に新しく考案したものである。現在では、様々な流派が誕生しており、新しい技術や色々な考え方が加えられつつあり、さらに多様化してきている。海外に普及したレイキは日本では「西洋レイキ」とも呼ばれる。
早稲田大学の平野直子は、レイキの歩みを見ていくと、「霊気療法」「REIKI」「レイキ」はそれぞれの地域・時期に特有のディテールや強調点を持っており、また各々のなかですら多様なバリエーションが存在する、と指摘している。レイキはどの時代・地域においても、普及や維持の中心になるような組織を早くに失ってしまっており、中心的存在の不在が、多様性を生んだと考えられるという。その一方、レイキは常に、近代科学による心身観を問題化する言説のなかにあり、ある程度の同一性も維持されている。

## 施術方法

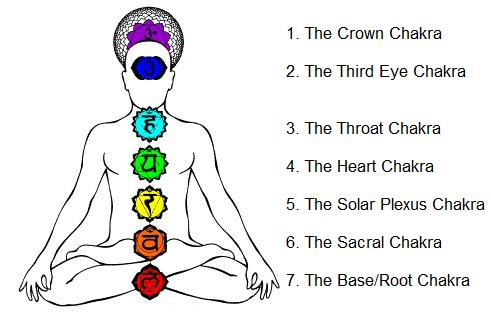
レッドビータの虹色チャクラ論の系統の図。チャクラは7つあるとし、それぞれのチャクラのプラーナの色に虹の7色をあてる考えで、近現代ヨーガやニューエイジで普及した。インド伝統の概念とは異なる。一部のレイキにも取り入れられている。

海外・日本ともに一般的な「西洋レイキ」における基本的な施術のやり方は、施術者が受け手の全身の12ヶ所に順に手を当てていく「12ポジション」と呼ばれるものである。終了まで約30分から60分かかるが、レイキは型にはまったものではなく、短縮することもできるとされており、柔軟に変化しながら伝えられている。この基本の12ポジションはハワヨ・タカタによって工夫されたものであり、ある程度は自由なやり方で構わないとされる。
また西洋レイキでは、初伝（ファーストディグリー）のアチューンメント講習後、21日間を「自己浄化期間」として、12ポジションの自己ヒーリングの実践を推奨している。
レイキの施術は、セッション、トリートメント、ヒーリングと呼ばれている。西洋レイキの系統では、そのハンドポジション（手の位置）は、インド哲学（インド哲学を取り入れた近代神智学）のチャクラ理論がさらに追加されており、その関係から説明されることが多い。チャクラは粗大身（実体）と微細身（非実体、霊体）の接点であり、エネルギーのセンターともいえるもので、通常はあまり機能していないとされる。レイキの施術はアチューンメント（伝授）で誰でもできるようになり、行う側には何の工夫も努力もいらないとされている。
また、臼井による「五戒」と呼ばれる句を日々唱えることが推奨されている。

## レイキとは何か
「霊気」は、明治末～昭和初期に流行した霊術で、広く使われていた用語である。手のひらから放射される癒しのエネルギーを意味し、ごく一般的な言葉として用いられていた。この術は、当時霊術の一種として「お手あて」「お手かざし」「触手療法」などと呼ばれていた治療術である。
霊術の元のひとつであるメスメリズムは、18世紀ドイツの医師フランツ・アントン・メスマーが考案した治療法で、人間や動物の体を動かす流体・動物磁気の存在を想定し、その調和を回復させることで病気の治癒を目指すものである。科学として考案されたが、ヨーロッパの伝統的世界観、自然魔術の系譜に連なるものでもある。霊術については日本でも忘却されて久しく、レイキは一般的に、人間に備わっている自然治癒力に対する、東洋の世界観・宗教観に基づいていると認識されている。
レイキの施術者は、手から普遍的なエネルギーであるレイキ（生命エネルギー、宇宙エネルギー）を発して患者に送り、患者の回復をうながしていると考えている。海外の文献では、レイキはキリスト教における光またはプネウマ、チベットにおけるルン、インドにおけるプラーナ、ハワイの呪術におけるマナ、疑似科学におけるバイオプラズマなど、様々な文化・用語に置き換えて説明している。
現在、レイキは、療法と共にそれに用いるエネルギーを指す。エネルギーとしてのレイキは、ほとんどの場合「宇宙エネルギー」、「生命エネルギー」 、「宇宙生命エネルギー」といった言葉で説明され、人間の身体を流れ、人間を生かすものだとされる。海外の本では、さらにプラーナなどなじみのある伝統的概念に置き換えられるが、日本ではこのような喩えはほとんどみられず、簡潔な説明で終わっている。

## アチューンメント・シンボル・マントラ
レイキは普遍的なエネルギーであり、レイキ・マスターあるいはレイキ・ティーチャーによりアチューンメント（Attunement または伝授、イニシエーション。国内の伝統では、靈授（霊授）と呼ばれる）という儀式を受けることで、直後より自他ともにヒーリングができるようになるとされる。
アチューンメントとは 、「エネルギーの回路を開く」、「エネルギーの流れを大きくする」、「エネルギーへのアクセスを可能にする」ものだとして、この儀式はセミナー（講習）という形で行われることが多い。高いレベルのレイキヒーリングを受けたことがあれば、アチューンメントを受けていなくてもレイキが使えるという意見もある。
セミナーでは様々なことが教えられるが、知識でレイキが使えるようになるわけではないと考えられているため、重視されるのはアチューンメントとシンボル、マントラである。レイキの能力の段階は、3段階または4段階である。アチューンメント（伝授）で伝えられるシンボル、マントラによって能力が向上し、遠隔ヒーリングも可能になるとされている。（直傳靈氣では、シンボルは「印」、マントラは「呪文」と呼ばれる）。シンボルは特定の印、マントラは特定の言葉であり、シンボルは梵字との関連性が指摘されている。シンボルとマントラがひとつずつ組になっており、一般的には4組とされる。うち3組がセカンド・ディグリーで、1組がサード・ディグリーで伝授される。
シンボル・マントラは秘伝・非公開であり、多用を慎むといった慎重な扱いもされており、多くの本では掲載されていない。しかし、掲載している本も複数あり、ネットでの掲載も見られる。この風潮に対し、「現代レイキ」を主宰する土居裕は、秘伝を売りものにセミナーで荒稼ぎをする風潮に歯止めが掛かるかもしれないが、多くの人が秘伝として大切にしてきたものを、 何の関係もない人たちの目に触れさせたという、心ない行為であると苦言を呈している。
海外では様々なルートで伝わり、多くの流派があるため、シンボルの種類、アチューンメントの方法、ヒーリングの方法、アチューンメントの金額も様々であるという。
レイキを習得するには、アチューンメントを受けさえすればよいという考えもあるが（四日市大学の寺石悦章は、「レイキの10大特徴の1、2 の内容（後述）などからすれば、「アチューンメントを受けさえすればよい 」という考えが生じるのは当然ともいえよう」と指摘している）、技術だけでは不十分と考え、臼井が伝えた心をより重視する意見もある。
またウェブ上では、遠隔でアチューンメントを行えるとするものがあるが、寺石(2008)の調査によれば書籍においてはそのような説はない。

## レイキ関係者が述べるレイキの特徴
レイキ実践者は、レイキの特徴を簡単かつ効果があることであると主張している。寺石悦章は、レイキ関係者が述べるレイキの特徴の一例として、望月俊孝による「レイキの10大特徴」を挙げている。
1. トレーニングや修行・訓練が不要。
2. 修行・訓練を怠っても永久にそのパワーが失われない。
3. ヒーリング中に強力な注意集中が不要。
4. 気を入れたり、抜いたりする必要がない。
5. 相手の邪気を受けにくい。
6. 時間・空間を超えた遠隔ヒーリングが身に付く。
7. 他のテクニックと無理なく併用できる。
8. レイキは信じようが信じまいが、必要に応じてエネルギーが流れる。
9. レイキはあなたの素晴らしい本質を向上させる。
10. 効果例、実践例が具体的かつ豊富。

寺石悦章は、勧誘のために都合の良い文句を並べたようにも見えるが、これに類する内容が大部分のレイキの本に見られるため、多くのレイキ関係者の共通認識であると考えて差し支えないと述べている。訓練や集中を必要としないとされる点は、ほかの手当て療法と大きく異なる。同じくニューエイジで支持を集めた超越瞑想では、集中しない、努力が必要ない、効果が証明されているなど、同様の主張が見られる。

## 五戒
五戒（ごかい）は臼井の教えとされる「招福の秘法・万病の霊薬亅の通称である。臼井甕男は、五戒を朝夕合掌して心に念じ、口に出して唱えることが、招福の秘法・万病の霊薬であるとした。元々五戒とは、仏教において在家の信者が守るべきとされる基本的な五つの戒のことであるが、それとは異なる。
臼井の五戒は明らかに精神修養のためのものであり、レイキにおいても日々唱えることを推奨する場合が多い。努力を必要としないとするレイキにおいても、日常的な努力が推奨されていることが分かる。

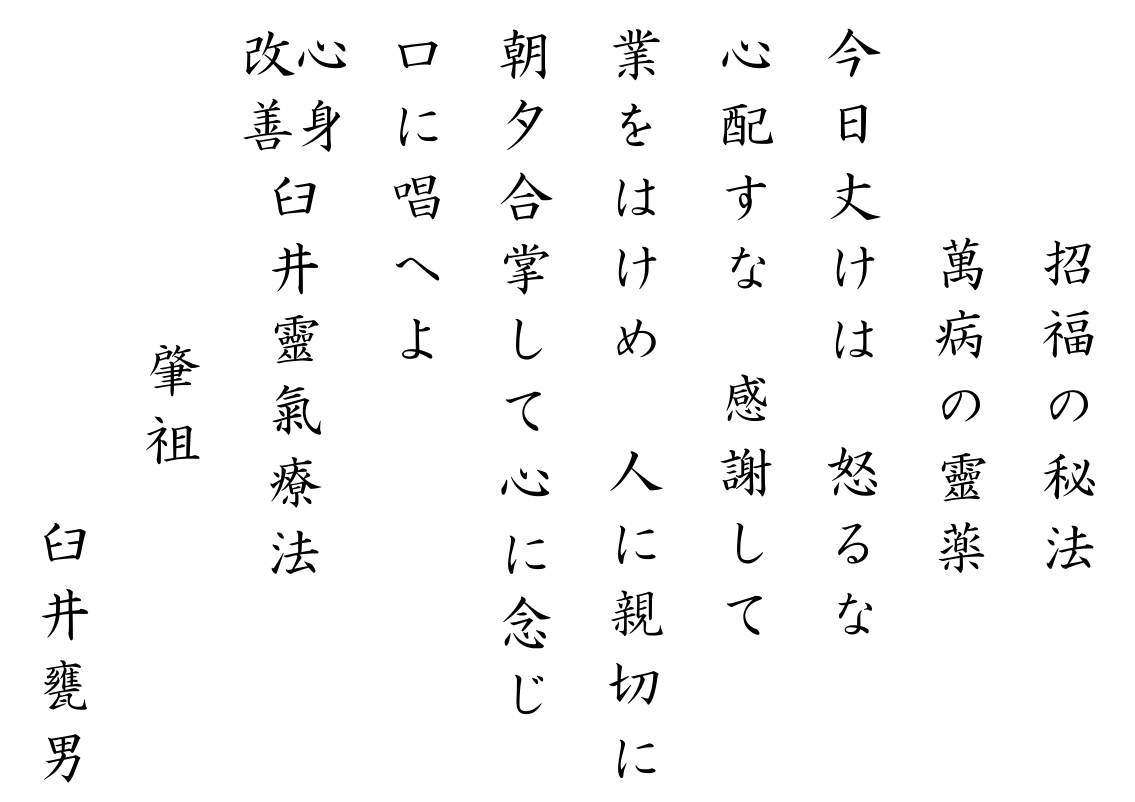
五戒

| 五戒 招福の秘法 萬病の霊薬 今日丈けは 怒るな 心配すな 感謝して 業をはけめ 人に親切に 朝夕合掌して心に念じ 口に唱へよ 心身改善 臼井霊氣療法 肇祖 臼井甕男 | Five Reiki Precents The secret art of inviting happiness, The miraculous medicine for all diseases. At least for today: Do not be angry, Do not worry, Be grateful, Work with diligence, Be kind to people. Every morning and evening, join your hands in meditation and pray with your heart. State in your mind and chant with your mouth. For improvement of mind and body. Usui Reiki Ryōhō. The founder, Mikao Usui. |

これに非常によく似た句が、鈴木美山が唱導していた典型的な精神療法のひとつ「健全哲学｣の書、鈴木美山『健全の原理』（1914年）に収録されている。『健全の原理』では、鈴木が示す壮大な「哲学」体系により精神を正しくに保つことで、身体を「人間本来の健全な状態」に保つという理論が展開されているが、これはアメリカの新宗教でニューソートに数えられるメリー・ベーカー・エディのクリスチャン・サイエンスの影響を受けている。
また、高木秀輔が1925年に発表した『人体アウラ霊気術』は、宇宙に満ちるアウラ（オーラ）、プラーナと呼ばれる精気を補うことで健康を取り戻そうとする療法であるが、高木は同書で臼井の五戒によく似た句を使用している。
早稲田大学の平野直子は、高木と臼井の療法に何らかの関係があるか、同じ情報源を参照していた可能性を指摘し、霊気は臼井の独創というより、同時代の「精神療法」のコンテクストに深く根ざした存在であったと述べている。

## 歴史

### 前史
明治時代に海外から導入された催眠術、催眠術の元になったヨーロッパの非正当医学メスメリズム（動物磁気説）と、日本の修験道などの呪術文化が融合して、「霊術」という民間療法の潮流が生まれた。「霊気」は、この霊術において一般的に使われた用語である。手のひらから放射される癒しのエネルギーを意味し、当時はこの術は「お手あて」「お手かざし」「触手療法」などと呼ばれていた。
霊術を研究した井村宏次は、臼井霊気療法は、多種多様な霊術の流行の中で生まれた霊術の一つであると指摘しており、心理学者の小熊虎之助は、霊術と同時期に流行し、同じくメスメリズム・催眠術の影響が大きい精神療法の一種とみなしている。

### 創始者（肇祖）

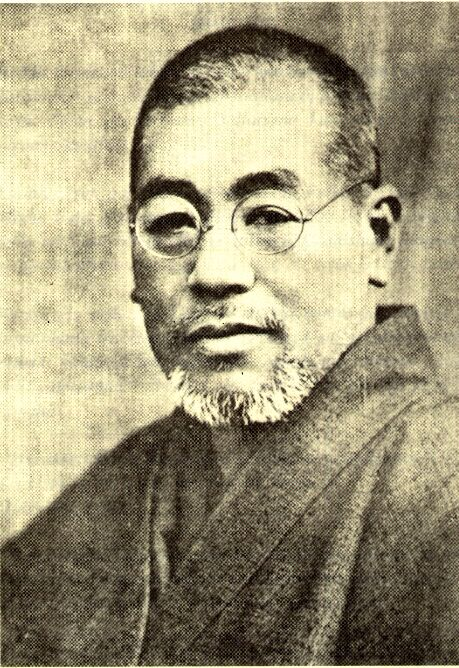
臼井甕男 (1865–1926)

伝承によれば、臼井甕男（1865年-1926年）が「安心立命」の境地を求めて1922年（大正11年）3月に鞍馬山にこもり21日間の絶食を行い、21日目の深夜に脳天を貫く雷のような衝撃を受けて失神し、目覚めた時には治癒能力を得ていたという。海外では、この体験がブッダとイエスの癒しの業の秘密を解く鍵であり、臼井式レイキの出発となったとされている。
肇祖の臼井はこの治癒力を霊気（靈氣、霊氣）と名付け、同年4月東京に「臼井霊気療法学会」を設立。翌年1923年には関東大震災が起きたが、その際には負傷者の手当てに活躍したとされる。その後、1926年に死去した。
臼井の霊術家としての活動は4年と短く、霊術・精神療法の歴史の中では特に目立った人物ではないが、彼が考案した霊術は海外に後継者を得たことで、現在では広く普及している。（日本での霊術は、戦後GHQに禁止されたことで、おおよそ終焉している）
鞍馬山以前の臼井の行動や信仰は、書籍によって大きく異なり、海外のものは非常にドラマチックである。西洋レイキでは、臼井甕男はキリスト教の聖職者・神学校の校長であり、キリストの癒しの奇跡について質問された際、適切に答えることができなかったことが、探求のきっかけであったとされてきた。ここから、求道あるいは研究が始まり、古代の言語や思想、宗教を研究し、長い時を経てサンスクリット語の文献の中にブッダの癒しの奇蹟の手がかりを発見したとされる。または、大学の教員・学長であった、長い探求の最後に鞍馬山に至ったとされる。
臼井の生涯を調査した土居は、臼井を同志社大学の学長（学部長、神学部教授）、神学校の校長、博士 、キリスト教の聖職者（牧師 ・ 神父）などとする説を否定している。臼井がキリスト教徒であったという話は、西洋で布教するために付け加えられた可能性があるまた、上野圭一は、臼井の霊気は日本の伝統的な思想と関連が深いと指摘している。レイキの書籍等で臼井の生涯に触れる場合、キリスト教に限らず、ほぼ例外なく、臼井が宗教と無縁ではなかったことが強調されている。
臼井に始まる霊気は、戦前日本国内でかなり普及していたという意見もある。直伝霊気の山口忠夫は、臼井の門下は2000人に及んでいたと述べており、手当て療法実践家の足助次朗は、臼井の門下及び手のひら療治の「たなすえの道」など諸派の信奉者は、終戦前は100万人といわれるほどであったとしている。
臼井は霊気の伝授レベルを、初伝、奥伝（前期・後期）、神秘伝、に分けているが、これは霊術において一般的な弟子養成プログラムと同様である。英語ではそれぞれ、ファーストディグリー（レベル1）、セカンドディグリー（レベル2）、サードディグリー（レベル3）またはマスターズディグリー等、と訳された。

### 海外への伝承と世界的普及

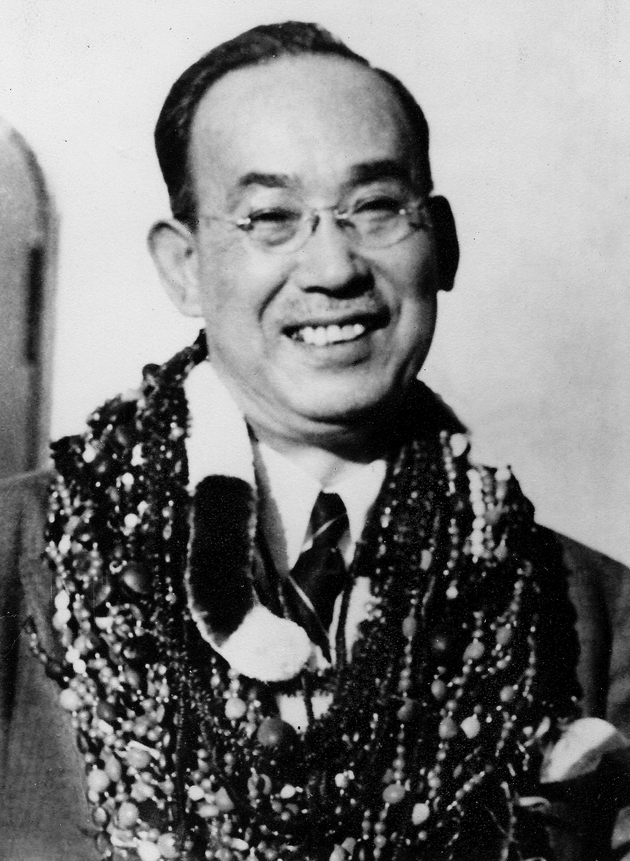
林忠次郎 (1880 - 1940)

臼井が神秘伝まで伝授した師範は21または20人とされるが、その中の1人海軍大佐、林忠次郎（1879年-1940年）は、退役後の1925年（昭和6年）に治療所を開設し、「林霊気研究会」を設立した。1935年に、ハワイ生まれのアメリカ人で日系2世のハワヨ・タカタ（高田ハワヨ、1900年-1980年）が来日した際に、重度の難病を林忠次郎のレイキにより完治したことから林に弟子入りして、1938年にハワイを訪れた林忠次郎から神秘伝の伝授を受けたとされる。ハワヨ・タカタは、林から神秘伝を受けた13人のうちの1人であるとされる。アメリカでは、タカタは林から後継者として認定されたと言われている。
ハワヨ・タカタは、1970年まではセカンドディグリーまでしか伝授していなかったが、1970年以降サードディグリーの伝授を始め22人がマスターの伝授を受けた。レイキは、タカタとその弟子によって広く普及し、通称「西洋レイキ」（英:Western Reiki）、「海外レイキ」と呼ばれている。
ハワヨ・タカタは後継者を指名しておらず、彼女の死後、組織は揉めて分裂し、ハワヨ・タカタの孫、フィリス・レイ・フルモトを含めた21人の所属した「レイキ・アライアンス」が1981年に設立、22人のうちの1人であった文化人類学者バーバラ・ウェーバー・レイは1982年に、アメリカン・インターナショナル・レイキアソシエーション（現ラディアンス・テクニーク）を設立し、レイキの普及を目指した。現在では、アメリカを始め、イギリス、カナダ、スペイン、ドイツ、オランダ、オーストラリア、インド、シンガポール、中南米、台湾、香港など、世界各地に広まっている。

### 日本への逆輸入および伝統霊気
海外・日本とも、現在では、「西洋レイキ」が主流となっており、日本では西洋レイキに国内に伝わる霊気を取り入れたものも多い。敗戦後の日本を統治したGHQが禁止したことで、霊気を含む霊術はほとんど壊滅し、代替医療として海外でレイキが流行り出した時には、日本国内では実践者は少なくなっていた。
1984年にニューエイジのブームと共に「REIKI」（西洋レイキ）として、逆輸入の形で、三井三重子によって導入されて、日本でもレイキを知る人が増え始めた。その当時は、国内ではセカンドレベルまでの伝授にとどまっていたが、1993年にドイツ人のフランク・アジャバ・ペッターにより、マスターレベル（教師育成）の伝授が行われるようになり、本格的に普及が始まった。
海外では、日本国内の霊気は一旦断絶したと考えられていたが、伝統的な臼井靈氣療法学会も続いており、その他にも直傳靈氣研究会のように伝統的な霊気を伝える団体がある。日本国内では西洋レイキが主流であるが、国内の霊気の情報も徐々に知られるようになったため、ほとんどの日本国内のレイキ関係者は、西洋レイキのみか、西洋レイキに国内に伝わる霊気を取り入れる立場に分かれている。

## レイキ・霊気の系統
臼井以後の系統は、大別すると以下のとおりである。
- 西洋レイキ（海外レイキ）：林忠次郎-ハワヨ・タカタの系統。欧米で広く普及し、1980年代以降は日本にも、逆輸入の形で普及している。海外レイキは、さらに以下の2つの系統に大別される[7]。
  - レイキ・アライアンス：ハワヨ・タカタの孫のフィリス・フルモトの系統（インド人バグワン・シュリ・ラジニーシ（オショウ）の弟子[27]あるいは1993年よりドイツ人のフランク・アジャバ・ペッター[26]を経て日本に再輸入された）
  - ラディアンス・テクニーク：ハワヨ・タカタの弟子のバーバラ・レイの系統（1984年、三井三重子を経て日本に再輸入された[26]）

- 臼井靈氣療法学会：臼井自身が設立し、牛田従三郎-武富咸一へと伝わる。戦後は一般非公開となり長く存在が確認されなかった[18]。

- たなすえ（手末）の道：江口俊博-宮崎五郎の系統。その治療は「手のひら療治」と呼ばれ、霊気を名乗っていない。社会的な影響が大きかった[7]。
- エンソフィック・レイキ:グッドニー・グドナソンによって編纂された系統。「エンソフィックレイヒーリングモダリティ」をベースにしている。それによれば、「レイキ」の「レイ」とは光線であり「キ」（氣）とは「エネルギー」のこと。すなわち、根源からやってくる光線のエネルギーを用いて「安心立命」を確立するという。それまでの「手当療法」としての「レイキ」とは一線を画している。日本同様、海外にも広まる新しい系統。

海外レイキでは、林の後継者はタカタのみであり、霊気は激しい迫害にさらされたことで、日本国内における伝承は途絶えた、という話が長い間信じられていたため、「臼井-林-タカタ」の系統を「本流」「正統」と見なし、「唯一の」系統と考える傾向もある。ただし、バーバラ・レイはこの立場を採らず、林の後継者は複数であったとしており、タカタについても、一部否定的な見解を述べている。タカタの系統は、アメリカ国内外での普及のために、施術や伝授の方法は簡略化して独自に発展したため、臼井霊気療法学会などとは大きく異なる部分もある。
また、アメリカでは、臼井が1922年に開いた臼井靈氣療法学会（臼井-牛田従三郎-武富咸一の系統）は途絶えたと考えられてきたが、現代レイキの土居裕などの研究により、現在も存続していることが分かった。これらの研究により、西洋レイキで伝えられてきた伝承に誤りがあることや、方法や目的、理念の相違などが判明し、土居の『癒しの現代レイキ法』に詳しくまとめられている。ただし、臼井靈氣療法学会は、伝統的な型を維持するため、外部との交流は非常に少ない。
一方で、フランク・アジャバ・ペッターや山口忠夫によれば、林霊気研究会は林の死後、林の妻が引き継いだのを最後に、戦後GHQにより民間療法が違法とされたことも影響して途絶えたとされている。
長らく、国内には林忠次郎の系統は残っていないと考えられてきたが、林霊気研究会で1938年に林忠次郎より霊授を受けた山口千代子が、家庭内で長く受け継いできた霊気を直傳靈氣研究会として、2000年より公開伝授を行うようになった。軍人で治療家だった林忠次郎の意志を受け継いだ団体で、直伝霊気の山口忠夫は書籍において、臼井や林が医療分野での活用を中心としていたことを述べており、癒し（ヒーリング）ではなく身体的な｢治療｣としての霊気を強調している。
臼井の霊気の手法、思想、教育システムは、霊術において一般的に見られるものであり、霊気に類似する治療法と霊気との影響関係は判断しがたい。レイキ・ヒーリングシステムの望月俊孝は、他に、臼井霊気療法学会から分派独立して影響力を持った人物として「手のひら療治」の江口俊博、三井甲之、一燈園の鈴木五郎、林忠次郎門下の松居松翁、富田流手あて療法の富田魁二の名を挙げ、また、石井常造陸軍少将の生気術、生長の家、西式健康法の西勝造に影響を与えた可能性もある、と述べている。以上のように、レイキ（霊気）の系統は「臼井-林-タカタ」に限られず、複数の系統があり、一部は日本国内で現在まで続いている。
近年では、土居裕が臼井靈氣療法学会と西洋レイキの両方で学び、西洋レイキに国内の伝統レイキを取り入れて現代レイキを開いた。他にも、西洋レイキと国内の伝統レイキの要素を融合させようとする系統が複数ある。
また、上野圭一は、 レイキ・アライアンスの系統はインドの神秘家バグワン・シュリ・ラジニーシ（オショウ）の弟子に伝わった流れがあり、それはオショー・レイキと呼ばれて、インドのデカン高原のアシュラムや各国の瞑想センターで教育が行われている、と述べている。上野によれば、アメリカのエサレン研究所出身のセラピストやアシュラムで教育を受けた各国のセラピストが働いていたが、日本人も少なくなかったという。レイキには、インドの伝統思想を導入し、チャクラなどインドの概念が見られるものがある。
これらの系統以外に、海外ではレイキがヒーリングの一般名称として使用される場合もあるため、臼井式とは関係がないヒーリングがレイキを名乗ることがある。それらと区別するために、「臼井」または「ウスイ」を前に付加して表記することもある。

## 臨床研究
アメリカ国立補完統合衛生センターに掲載された2015年までの情報によれば、レイキに関するヒトを対象とした臨床研究は少数であるが、線維筋痛症、疼痛、がん、うつなどの疾患や、健康全般に対するレイキの利用について調べた研究がある。これらの研究における対象はごく少人数であり、レイキを行わない場合との比較や、無作為化比較試験が行われているものは少ない。そういう意味で信頼性の高い研究は存在せず、いくつかの専門家グループは、レイキの有効性は証明されていない、と結論付けている。
医学的な証拠を調査しているコクラン共同計画が2008年に出した調査結果では、疼痛の緩和に関してレイキ3件を含む24件の無作為化または対照を持った研究が見つかり、疼痛を緩和する可能性があるとされた。施術者が経験豊富な場合に効果が大きくなる傾向が見られており、さらなる調査を検討すべきだとした。ただしこの調査結果は、古くなったことを理由に2013年に取り下げられている。また、同じコクラン共同計画による2015年の調査結果は、16歳以上の不安やうつを調査対象とし、3研究から有効性を示す充分な証拠はないと結論付けられた。
2017年の調査では、査読済みで偽薬対照試験の論文を探し様々な条件での13研究が発見され、8件では偽薬との差を示し残りでは差は見られなかった。
2018年のメタアナリシスは、レイキについての無作為化された4研究から疼痛を緩和するとしたが、結果の解釈に誤りがあり、実際には統計的に有意な効果はないとする指摘もある。帝王切開の疼痛では、全2研究でバイアスのリスクが高いが有効だという研究が存在した。2008年の1研究では、無作為化した研究では線維筋痛症に対する効果は否定的であった。
『オックスフォード精神医学ハンドブック』では、証拠を欠いた治療を避ける必要があり、厳格に調査されていないことを科学的な感じで提示されると疑似科学として騙されることがあるとし、まだ理論が推定されているものの例のひとつにレイキを挙げている。

## 危険性
レイキやセラピューティック・タッチのような手当て療法・エネルギー療法は、全く効果がなかったとしても、患者の身体への物理的な働きかけはほぼないため、副作用は考えにくい。ただし、必要な医療の提供がそれによって遅れたり、遠ざけられたりする危険性がある。
アメリカがん協会、イギリスのCancer Research UK、アメリカ国立補完統合ヘルスセンターは、レイキは癌のような病気の治療において、通常医療の代わりとして用いてはならず、あくまで通常医療の補助としてのみ利用すべきであると述べている。